# 기업도시로 (원주시)
기업도시로(Gieopdosi-ro)는 강원특별자치도 원주시 무실동에서 시작하여 호저면 만종리를 거쳐 지정면 가곡리까지 이르는 원주시도로, 총 연장은 8.122 km이다. 그리고 지방도 제409호선의 일부를 이룬다.

## 유래
이름이 유래된 것은 기업도시를 관통하여 중추적인 역할을 하는 도로를 의미하는 것에서 반영되었다.

## 주요 경유지
- 원주시
  - 무실동 - 호저면 (만종리) - 지정면 (신평리 - 가곡리)

## 접촉하는 도로
- 로아노크로
- 만대로
- 원문로
- 신평로
- 가곡로
- 조엄로
- 월송석화로

## 주요 건물 및 시설
- 네오플램 (기업도시로 1/신평리 1085)
- 서울F&B 제2공장 원주기업도시점 (기업도시로 145/신평리 1053)
- 인성메디칼 (기업도시로 168/가곡리 1331)
- 의료기기 종합지원센터 (기업도시로 200/가곡리 1359-6)
- 더시티 (기업도시로 229/가곡리 1298-7)